# Aéroport de Val-d'Or
L’aéroport régional de Val-d'Or dessert la région du Nord-Ouest québécois et est situé à 5 km du centre-ville de Val-d’Or. Il constitue un point d’accès pour les régions éloignées du Nord et joue un rôle dans le transport aérien en Abitibi-Témiscamingue. L’aéroport possède l’une des plus longues pistes du Québec, après celles des aéroports internationaux de Montréal-Mirabel et de Montréal-Trudeau.

## Situation
| \| 100 km1:14 335 000 \| Victoriaville Gaspé Blanc-Sablon Montréal Mont · Tremblant Gatineau-Ottawa Ivujivik Îles-de-la-Madeleine Waskaganish Val-d'Or Trois-Rivières Sherbrooke Sept-Îles Schefferville Salluit Rouyn · Noranda Rivière-du-Loup Rimouski Radisson · Grande-Rivière Port-Menier Québec Mont-Joli La Tuque La · Tabatière Havre · Saint-Pierre La Romaine Kuujjuarapik Kuujjuaq Kattiniq Chibougamau Charlevoix Bonaventure Baie-Comeau Saguenay-Bagotville |
| 100 km1:14 335 000 |

## Histoire

### Construction et développement (1949-1954)
En 1949, la ville de Val-d'Or, alors en plein développement, a reçu une subvention de 25 000 $ du ministère fédéral des Transports pour construire un aéroport. Un an plus tard, une nouvelle piste était construite par Transports Canada et les premières envolées commerciales ont débuté. La compagnie aérienne Canadian Pacific Airlines a alors commencé à assurer un service entre Montréal et Val-d’Or, avec un avion Douglas DC-3. La même année, le ministère fédéral des Transports a accordé une subvention de 62 000 $ pour l’expansion de l’aéroport. La piste de l'aéroport a été allongée à 1 830 m (6 000 pi) en 1951.

### Vocation militaire et civile (1954-1976)
En 1954, la responsabilité de l'aéroport est confiée à la Défense Nationale. Peu de temps après, un important camp des forces aériennes et une base militaire y sont construits. En 1956, la piste 18-36 est portée à 61 m de largeur par 2 500 m de longueur (200 pi par 8 200 pi). L'aéroport est devenu, en 1962, un poste militaire avancé et la zone aéroportuaire civile a été relocalisée du côté est de la piste. La même année, les avions d'interception CF-101 Voodoo sont utilisés à Val-d'Or et, pour des besoins militaires, la piste est allongée jusqu'à 3 048 m (10 000 pi).  Le ministère fédéral des Transports a signé un contrat avec Air Canada relativement à la gestion de l’aérogare et de l’aire de trafic civil. En 1967, Transports Canada a érigé une nouvelle aérogare à l'aéroport de Val-d'Or. En 1972, l'aire de trafic est agrandie et un système d'atterrissage aux instruments est installé. Plus tard dans la même année, Air Canada a ajouté deux vols quotidiens à son horaire, Nordair a assuré un nouveau service direct Montréal-Val-d’Or et Québecair a ouvert son service entre Québec et Val-d’Or. En 1976, les forces armées se sont retirées de l'aéroport.

### Développement
À la suite du retrait des forces armées en 1976, Transports Canada a repris possession de l'aéroport et a réaménagé l'aérogare afin d'y offrir plus de commodités aux usagers. En 1982, Air Creebec a vu le jour alors que Nordair a instauré un service cargo régulier entre Val-d’Or et Kuujjuaq. 
En août 1985, Transports Canada a lancé un important programme de développement de 10 M$ pour répondre aux besoins croissants du trafic aérien. Ce programme prévoyait la construction d'un nouveau complexe aéroportuaire situé du côté ouest de la piste et incluant une aérogare, un autoparc, une aire de stationnement d'aéronefs et une zone de fret. Le nouveau complexe aéroportuaire a été inauguré le 5 juin 1987, avec la venue de l'avion supersonique Concorde d'Air France. 
En 1994, Transports Canada a investi près de 4 M$ pour procéder à un recouvrement de piste. En 1997, Transports Canada a signé une déclaration d'intention avec l'organisme à but non lucratif Aéroport Régional de Val-d'Or Inc. en vue de la cession du titre de propriété de l'aéroport. C'est finalement en janvier 1999 que l'organisme est devenu officiellement propriétaire de l'aéroport.

#### Programme Aliments-Poste

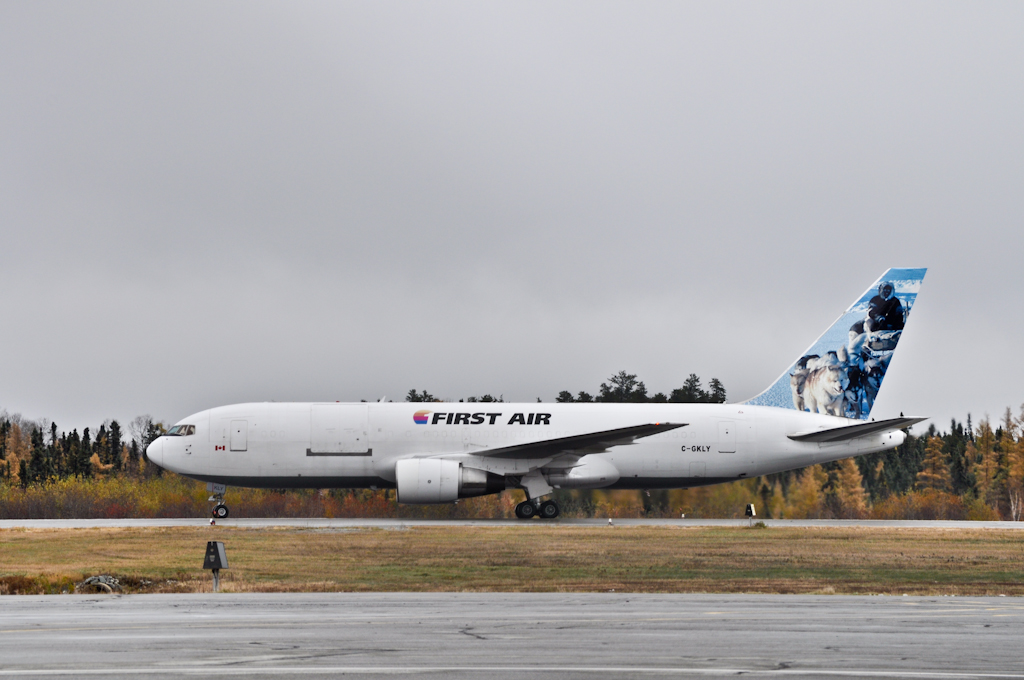
Un Boeing 767-200 de First Air, circulant sur la piste 18/36 à l'aéroport de Val-d'Or. Cet aéronef était utilisé pour l'ancien programme Aliments Postes, terminé en mars 2011.

L'aéroport de Val-d'Or a longtemps été accrédité pour expédier des denrées alimentaires périssables en vertu du programme Aliments-poste du gouvernement du Canada. Ces aliments étaient transportés par avion vers des communautés isolées du nord du Québec (Nunavik) ainsi que du Nunavut. Avec des millions de tonnes transigées et expédiées annuellement, l'aéroport de Val-d'Or était l'endroit où se transigeait, jusqu'en 2011, le plus grand volume d'aliments périssables expédiés par avion au nord du Canada. C'est la société aérienne First Air qui affrétait, sur une base régulière, un avion pour l'expédition de ces aliments vers Iqaluit et Kuujjuaq. First Air a longtemps utilisé un Boeing 727-200 pour effectuer cette liaison, avant de le changer pour un aéronef beaucoup plus performant, un Boeing 767-200.
En mars 2010, le gouvernement de Stephen Harper a annoncé dans son budget qu'il y avait une possibilité que les marchandises expédiées partent plutôt d'Ottawa ou de Montréal. Le gouvernement justifie cette possibilité notamment en raison des coûts associés au déplacement de l'avion qui doit partir d'Ottawa pour se rendre à Val-d'Or. En mai 2010, le ministre des Affaires indiennes et du Nord du Canada, Chuck Strahl, a annoncé la création d'un nouveau programme nommé Nutrition Nord Canada, qui a remplacé le programme Aliments-poste en avril 2011. Les gens d'affaires de la région se sont mobilisés pour éviter que l'aéroport de Val-d'Or ne perde cet important contrat. 

#### Programme Nutrition Nord Canada

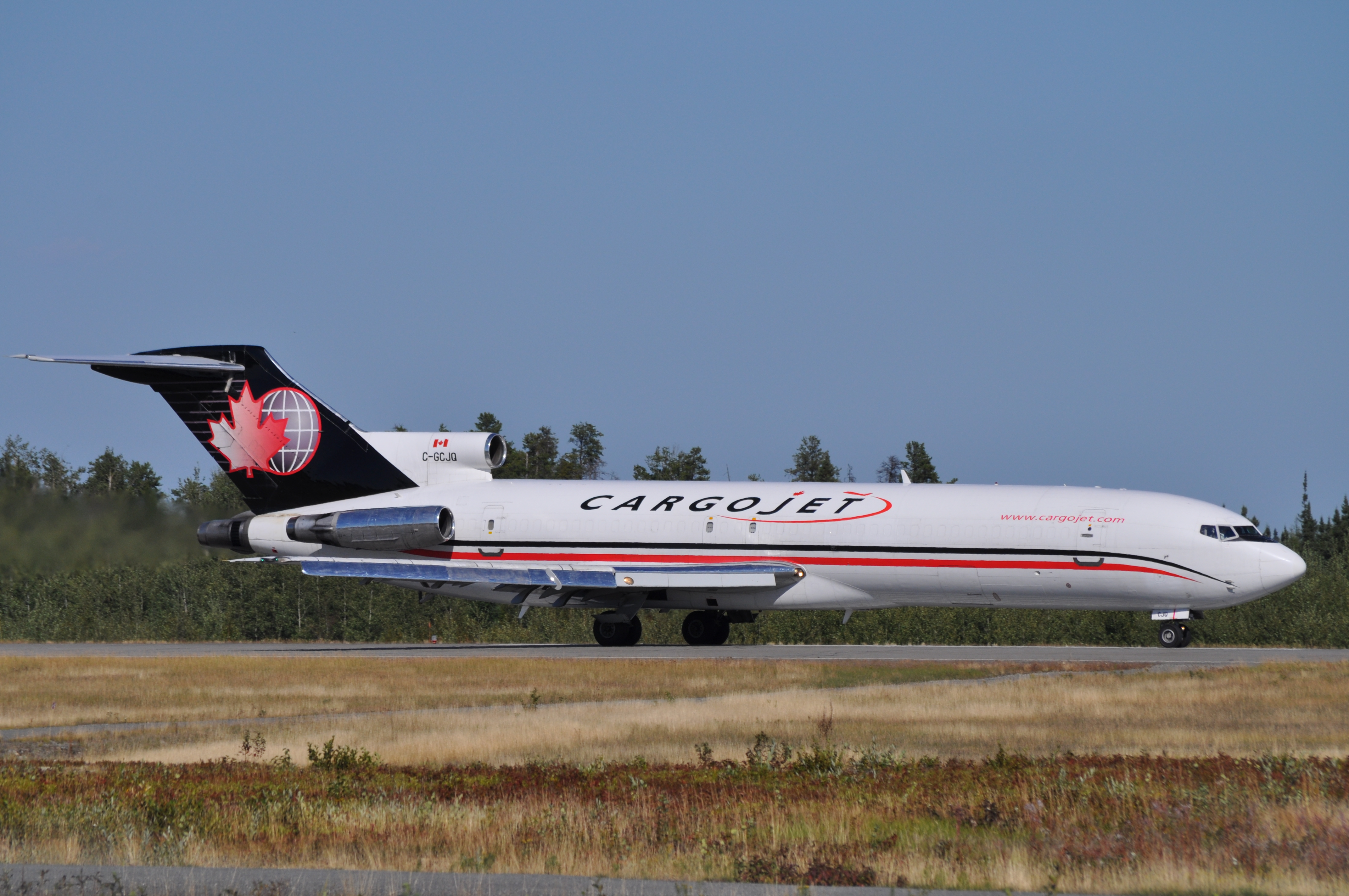
Un Boeing 727-200 de Cargojet Airways chargé d'aliments périssables qui décolle pour se rendre à Iqaluit au Nunavut.

En avril 2011, à la suite de la mise en place par le gouvernement fédéral du nouveau programme Nutrition Nord Canada, Val-d'Or a perdu son titre de point d'entrée pour l'expédition des aliments vers le Nord. Les aliments périssables sont dorénavant transportés à partir de différents points d'entrée, en fonction du choix effectué par les détaillants.
Malgré la mise en place de ce nouveau programme, Val-d'Or a réussi à conserver une certaine partie du volume d'aliments périssables expédiés vers le Nunavut pendant deux ans. Entre avril 2011 et avril 2013, Canadian North a nolisé des Boeing 727-200 et Boeing 757-200 de Cargojet Airways pour transporter les aliments périssables vers Iqaluit.

### Évolution jusqu'à aujourd'hui

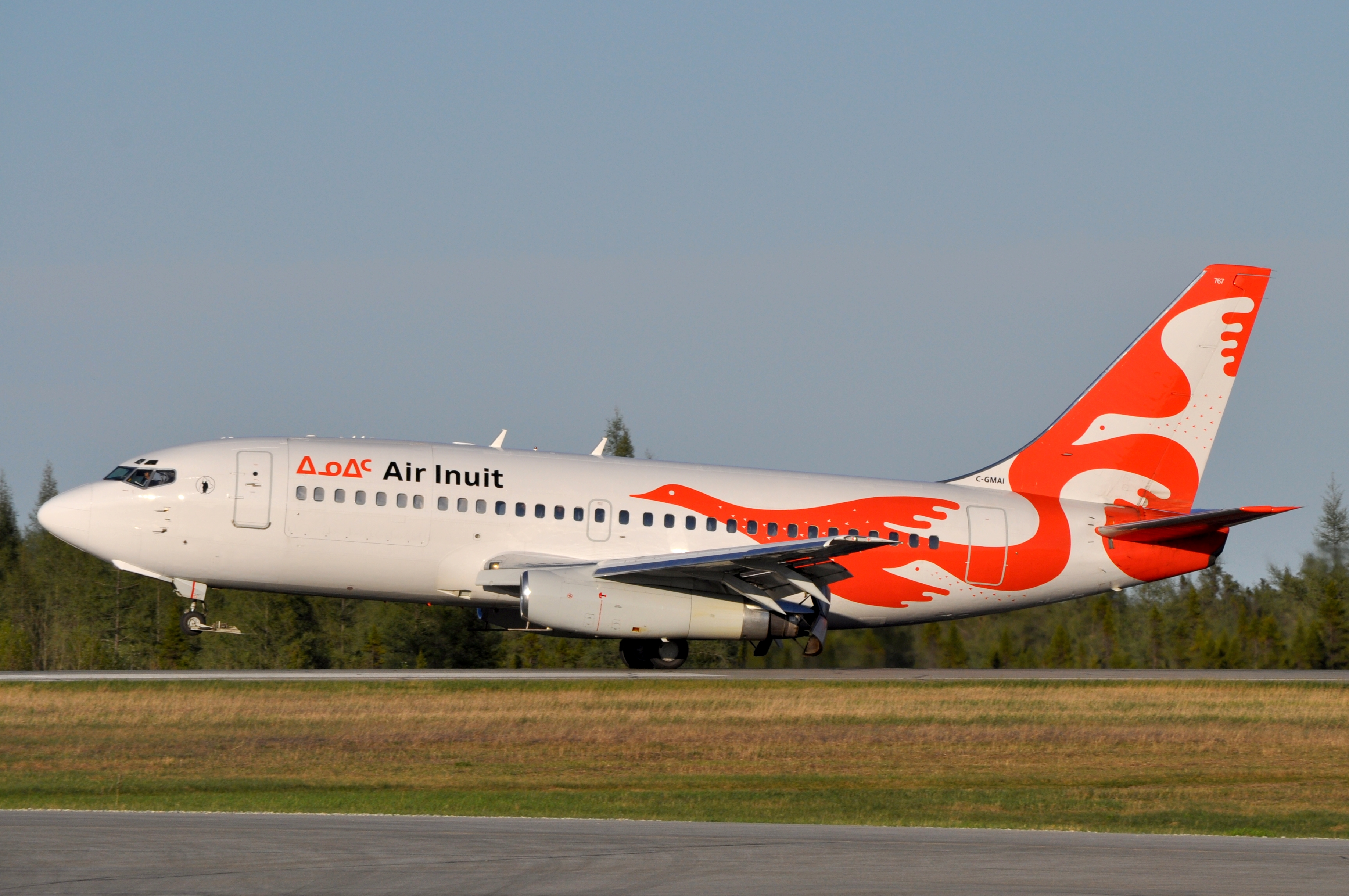
Un Boeing 737-200 de Air Inuit qui atterrit à Val-d'Or en provenance de Kattiniq/Donaldson. Il s'agit d'un vol nolisé pour la compagnie minière Canadian Royalties.

#### SOPFEU
La SOPFEU base deux avions bombardiers d'eau Canadair CL-215 à l'aéroport pendant la saison estivale, pour prévenir et éteindre les feux de forêts dans la région.

#### Vols internationaux
Depuis la fin de l'année 2008, la compagnie aérienne Sunwing Airlines offre des vols internationaux vers des destinations soleil, deux fois par semaine, de décembre à avril. Un Boeing 737-800, avec une capacité de 189 passagers, est utilisé pour effectuer le trajet. Faute d'un service de douanes à l'aéroport de Val-d'Or, il y a une escale à l'Aéroport international Jean-Lesage de Québec sur le vol de retour. Depuis son arrivée à Val-d'Or, Sunwing Airlines a offert plusieurs destinations, soit Varadero (Cuba), Punta Cana (République dominicaine), Cancun (Mexique), Santa Clara (Cuba), et Holguin (Cuba).

#### Centre de Transit Minier Nordique (CTMN)
Dans le but de répondre aux besoins des sociétés minières et de leurs fournisseurs, qui doivent utiliser le transport aérien comme moyen de transport en raison des énormes distances, la Corporation de développement industriel de Val-d'Or a amorcé, en 2008, la construction d'un édifice annexé aux installations aéroportuaires déjà existantes. En mars 2011, les différents partenaires associés au projet ont annoncé l'agrandissement du CTMN afin d'en faire le plus grand complexe aéroportuaire intégré de ce genre au Canada. Les travaux, qui ont été réalisés en 2012, ont également touché l'aérogare qui a été agrandi et modernisé pour répondre à l'augmentation du nombre de passagers.
La minière Agnico-Eagle s'est installée dans ce centre pour les besoins de ses projets miniers Meadowbank et Meliadine au Nunavut. Un Boeing 737-200 de Nolinor est utilisé quatre fois par semaine, ou plus selon les besoins, pour transporter du matériel et du personnel vers Rankin Inlet et Meadowbank.
La minière Canadian Royalties est elle aussi installée dans le CTMN pour son projet Nunavik Nickel. C'est Air Inuit qui est responsable de transporter le matériel et le personnel au moyen d'un Boeing 737-200 vers l'aéroport de Kattiniq/Donaldson au Nunavik, et ce minimalement deux fois par semaine. 

#### Spectacles aériens

##### Édition 2010
Dans le cadre des festivités du 75e anniversaire de la ville de Val-d'Or, un spectacle aérien a eu lieu les 28 et 29 août 2010. Cet évènement a été couronné de succès, avec une foule record qui est venue observer les prestations offertes. Au programme, il y a eu différentes prestations : l'acrobate Skip Stewart, Vintage Wings Canada, Carole Pilon (la femme qui marche sur les ailes d'avion en plein vol), les Snowbirds ainsi que deux CF-18 Hornet des Forces armées Canadiennes.

##### Édition 2012
La deuxième édition a été présentée les 18 et 19 août 2012 et tout comme la première édition, cette édition a été un franc succès.

## À propos de l'aéroport

### Informations techniques
- Terrain d'une superficie de 390 hectares
- Piste de 10 000 pieds (3 048 mètres) orientée nord-sud (18/36), considérée comme l'une des plus longues au Québec, après celles de Montréal-Mirabel et Montréal-Trudeau.
- Système d'atterrissage aux instruments (ILS) et VOR-DME
- Six voies de circulation
- Tablier principal agrandi en 2014, d'une superficie de 23 100 mètres carrés, permettant d'accueillir quatre Boeing 737-200 et plusieurs autres petits appareils simultanément
- Aérogare entièrement rénovée en 2012 d'une superficie de 2 400 mètres carrés
- Station d'information de vol exploitée par Nav Canada
- 17 820 mouvements d'aéronefs pour l'année 2013[6]

### Compagnies aériennes et destinations
| Compagnies       | Destinations                                                                             |
| ---------------- | ---------------------------------------------------------------------------------------- |
| Air Creebec      | Chisasibi, Eastmain River, Kuujjuarapik, Montréal (P.-E.-Trudeau), Waskaganish, Wemindji |
| Air Inuit        | Charter: Kattiniq-Donaldson (Canadian Royalties)                                         |
| Nolinor Aviation | Charter: Meadowbank Gold Mine, Rankin Inlet (Agnico-Eagle)                               |

Édité le 18/10/2024

### Autres informations
- Des bombes nucléaires de type Génie ont déjà été entreposés à la base militaire qui occupait l'aéroport durant les années 1970[8]. À la même époque, l'aéroport possédait aussi un abri anti-nucléaire surnommé Diefenbunker en cas d'urgence pour la sécurité du premier ministre Diefenbaker.
- Le Concorde d'Air France qui rendit visite à l'aéroport de Val-d'Or, immatriculé F-BVFF, est actuellement exposé à l'aéroport Roissy-Charles-de-Gaulle, à Paris.

## Incidents et accidents
- Le 13 mars 1994, un ATR 42 immatriculé C-GIQV de la compagnie Inter-Canadien (une filiale de Canadian Airlines) à destination de Montréal a souffert d'un problème d'hélice et de dépressurisation en vol à une altitude de 5 200 m (17 000 pi). La pale numéro 2 de l'hélice droite s'est détachée du moyeu pour ensuite venir percuter le fuselage. L'ATR 42-300 ayant décollé de l'aéroport de Val-d'Or réussit à atterrir à Montréal avec un fuselage lacéré et sans qu'il n'y ait de blessés[9].